# Lawinendurchbruch

I-U-Kennlinien von Z-Dioden. Zener- und Lawinendurchbruch im linken unteren Quadranten.

Der Lawinendurchbruch, auch Avalanche-Durchbruch (von englisch avalanche, Lawine) genannt, ist in der Elektronik eine der drei Durchbruchsarten bei Halbleiterbauelementen. Unter einem Durchbruch eines p-n-Übergangs versteht man den steilen Anstieg des Stroms bei einer bestimmten Sperrspannung, wenn die Diode in Sperrrichtung gepolt ist. Auslöser des Lawinendurchbruchs ist der Lawineneffekt  (auch Avalanche-Effekt, Lawinenvervielfachung oder Trägermultiplikation genannt). Der Lawineneffekt ist ein umkehrbarer oder reversibler Effekt, sofern die zulässige Gesamtverlustleistung des Bauelementes nicht überschritten wird.

## Beschreibung
Ladungsträger, die durch ein äußeres elektrisches Feld durch die Raumladungszone bewegt werden, können durch Stoßionisation die Valenzelektronen des Bravais-Gitters aus ihren Bindungen herausschlagen und so in das Leitungsband anheben. Bei hinreichend großer äußerer Feldstärke haben die Elektronen eine so große Energie, dass sie nach einem Stoß mit den Valenzelektronen nicht nur diese als Ladungsträger verfügbar machen, sondern selbst nicht rekombinieren, weiterhin im Leitungsband verbleiben und nochmals freie Ladungsträger erzeugen können. Dadurch wächst die Anzahl freier Ladungsträger im Leitungsband lawinenartig exponentiell an.
Durch den Dotierungsgrad lässt sich bei Halbleitern die Breite der Raumladungszone und damit die Lawinendurchbruchsspannung ändern.
Beim Lawinendurchbruch steigt der Strom im Vergleich zum Zener-Durchbruch sehr abrupt mit der Spannung an. Bei steigender Temperatur setzt der Lawinendurchbruch im Gegensatz zum Zener-Durchbruch erst bei höherer Spannung ein. Im Allgemeinen wirken in der Praxis Zener- und Lawineneffekt gleichzeitig. Die Durchbruchspannungen liegen hierbei im Bereich zwischen etwas unter 6 und 8–10 V.
Der Lawinendurchbruch tritt in schwach dotierten p-n-Übergängen bei Z-Dioden auf, durch die Stärke der Dotierung wird die konkrete Durchbruchspannung eingestellt. Der bei dem Lawinendurchbruch vorhandene positive Temperaturkoeffizient bei einer bestimmten Z-Diode hängt von der Stärke der Dotierung und im Gegensatz zu dem Zener-Effekt auch von der Durchbruchspannung der Z-Diode ab. So liegt beispielsweise bei einer Z-Diode mit einer Durchbruchspannung von 8,2 V der Temperaturkoeffizient im Bereich von 3 mV/K bis 6 mV/K, bei einer Z-Diode mit einer Durchbruchspannung von 18 V bei 12–18 mV/K.
Durch die Überlagerung und gegenseitige Kompensation des Zener- und Lawineneffektes lassen sich durch Kombination mehrerer Dioden mit unterschiedlichen Durchbruchspannungen in Summe vergleichsweise temperaturstabile Z-Diodenschaltungen herstellen. Bei Z-Dioden mit Durchbruchspannungen um 5,5 V überlagern sich beide Effekte in etwa gleich stark. Dieser Umstand wird bei Referenzdioden und einfachen Referenzspannungsquellen eingesetzt um eine möglichst temperaturunabhängige Referenzspannung gewinnen zu können. Die in integrierten Schaltungen verfügbaren Bandabstandsreferenzen weisen eine deutlich bessere Temperaturstabilität auf.

## Anwendung
Der Lawineneffekt wird in folgenden Halbleiterbauteilen genutzt:
- Lawinendioden arbeiten mit sehr hoher Sperrspannung und nutzen den Lawineneffekt u. a. zur Spannungsstabilisierung und Schwingkreisentdämpfung (IMPATT-Diode) sowie zum Aufbau von Rauschgeneratoren.
- Lawinenphotodioden nutzen den Lawineneffekt zur Verstärkung des Photostromes
- Dioden und Bipolartransistoren lassen sich durch ein kontrolliertes Lawinendurchbruch-Verhalten vor Zerstörung durch Überspannungen schützen. Anwendung findet dies unter anderem bei den Lawinentransistoren welche vergleichsweise hohe Ströme und geringe Transitzeiten aufweisen.
- Z-Dioden mit einer Durchbruchspannung UZ > 5 V